# Conférence épiscopale du Guatemala
La Conférence épiscopale du Guatemala (en espagnol : Conferencia Episcopal de Guatemala, abrégé CEG) est une conférence épiscopale de l’Église catholique qui réunit les ordinaires du Guatemala.
Elle fait partie du Conseil épiscopal latino-américain (CELAM), avec une vingtaine d’autres conférences épiscopales.

## Membres
La conférence regroupe une petite vingtaine de membres :
- Gonzalo de Villa y Vásquez (es), archevêque de Santiago de Guatemala ;
- les évêques des diocèses suffragants de l’archidiocèse de Santiago de Guatemala :
  - Víctor Hugo Palma Paúl (es), d’Escuintla ;
  - José Benedicto Moscoso Miranda (de), de Jalapa ;
  - Rodolfo Valenzuela Núñez (es), de Verapaz ;
  - Antonio Calderón Cruz (de), de Jutiapa ;
  - Ángel Antonio Recinos Lemus (de), de Zacapa et Santo Cristo de Esquipulas
  - José Cayetano Parra Novo (es), de Santa Rosa de Lima ;
  - Raúl Antonio Martínez Paredes (de), du vicariat apostolique d’Izabal ;
  - Mario Fiandri (es), du vicariat apostolique de Petén ;
- Mario Alberto Molina Palma (es), archevêque de Quetzaltenango-Totonicapán ;
- Juan Manuel Cuá Ajucum, évêque auxiliaire de Quetzaltenango-Totonicapán ;
- les évêques des diocèses suffragants de l’archidiocèse de Quetzaltenango-Totonicapán :
  - Álvaro Leonel Ramazzini Imeri, cardinal, de Huehuetenango ;
  - Pablo Vizcaíno Prado (de), de Suchitepéquez-Retalhuleu ;
  - Bernabé de Jesús Sagastume Lemus (de), de San Marcos ;
  - Rosolino Bianchetti Boffelli (de), de Quiché ;
  - Domingo Buezo Leiva (de), de Sololá-Chimaltenango ;
- les évêques émérites :
  - Mario Enrique Ríos Montt (es), notamment ancien évêque auxiliraire de Santiago de Guatemala ;
  - Julio Edgar Cabrera Ovalle (de), ancien évêque du diocèse de Jalapa ;
  - Gustavo Rodolfo Mendoza Hernández (de), ancien évêque auxiliraire de Santiago de Guatemala.

## Sanctuaires
La conférence épiscopale a désigné deux sanctuaires nationaux :
- la basilique du Christ-Crucifié d’Esquipulas[6] ;
- la basilique Notre-Dame-du-Rosaire de Guatemala[7].